# Bill Stevenson
John William "Bill" Stevenson (Torrance, 10 september 1963) is een Amerikaanse muzikant en muziekproducent. Hij is de drummer, songwriter, en het enige constante lid van de punkband Descendents sinds de band werd opgericht in 1978. Van 1981 tot en met 1985 speelde Stevenson in de punkband Black Flag. In 1987 richtte hij samen met Karl Alvarez, Stephen Egerton, en Dave Smalley de punkband All op. Sinds 2003 speelt Stevenson ook in Only Crime.
Stevenson is samen met Jason Livermore eigenaar van The Blasting Room, een opnamestudio in Fort Collins, Colorado. Hij heeft muziekalbums geproduceerd van onder andere NOFX, Rise Against, All, Black Flag, Descendents, Broadway Calls, The Bouncing Souls, Only Crime, Good Riddance, Useless ID, en No Use for a Name.

## Muzikale carrière
In 1978 begon Stevenson op 15-jarige leeftijd te spelen in Descendents. Een jaar later, in 1979, bracht deze groep de single "Ride the Wild / It's a Hectic World" uit. Dit is het eerste album waar Stevenson een bijdrage aan heeft geleverd. Het debuutalbum van de band was getiteld Milo Goes to College en werd uitgegeven in 1982. Toen zanger Milo Aukerman ging studeren en Descendents minder actief was, ging Stevenson in december 1981 spelen in de punkband Black Flag. In 1984 produceerde hij het Black Flag-album My War, waarmee My War het eerste album is dat Stevenson heeft geproduceerd. Deze band verliet hij weer in 1985 om zich weer volledig te kunnen richten op Descendents. Nadat Auckerman de band in 1988 opnieuw verliet, richtten de overgebleven leden van de band een nieuwe band genaamd All op. Descendents speelde enkele keren tussen 1996 en 1997 en in 2002. Tussen 2003 en 2007 speelde Stevenson in kleinere bands, onder andere Only Crime, totdat hij in 2008 weer met All shows begon te spelen. In 2010 kwam Descendents weer bij elkaar.
Op de in 2019 door het tijdschrift Rolling Stone gepubliceerde ranglijst van 100 beste drummers in de geschiedenis van de popmuziek kreeg Bill Stevenson de 89e plaats toegekend.

## Beknopte discografie
| Jaar | Titel                             | Band        |
| ---- | --------------------------------- | ----------- |
| 1979 | Ride the Wild/It's a Hectic World | Descendents |
| 1982 | Milo Goes to College              | Descendents |
| 1984 | My War                            | Black Flag  |
| 1984 | Family Man                        | Black Flag  |
| 1984 | Slip It In                        | Black Flag  |
| 1985 | Loose Nut                         | Black Flag  |
| 1985 | I Don't Want to Grow Up           | Descendents |
| 1986 | Enjoy!                            | Descendents |
| 1989 | Allroy Sez                        | All         |
| 1989 | Allroy's Revenge                  | All         |
| 1990 | Allroy Saves                      | All         |
| 2004 | Cool to Be You                    | Descendents |
| 2016 | Hypercaffium Spazzinate           | Descendents |

- International Standard Name Identifier: 0000 0003 7302 265X
- MusicBrainz: 328e3ae5-7d8c-4a01-b2b3-b8f41fb7bb23
- Virtual International Authority File: 92332504